# Riacho Montevidéu
O riacho do Montevidéu é um curso de água que banha o estado da Paraíba, Brasil. Ele fica situado nos limites dos municípios de Conceição, Diamante e São José de Caiana, na Região Metropolitana do Vale do Piancó.